# 图兰筛法

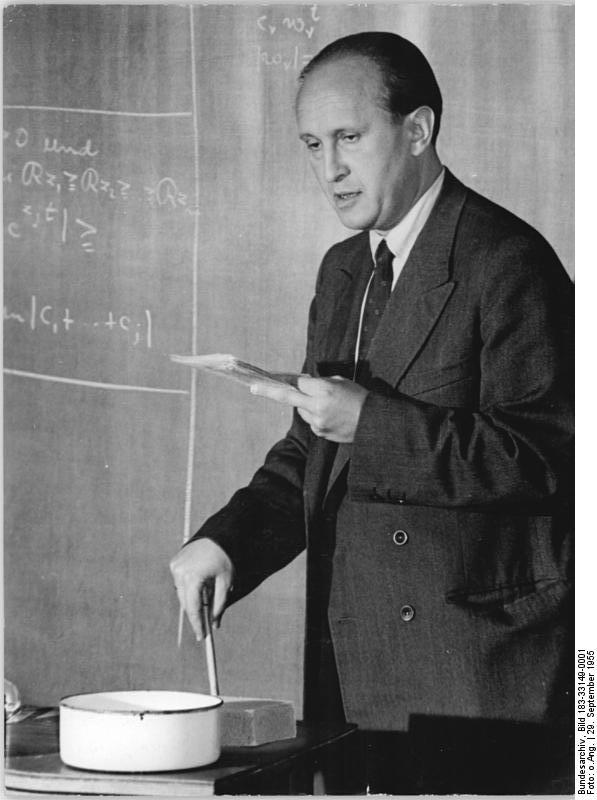
圖蘭·帕爾

在數論中，圖蘭篩法（Turán sieve）是一個用以估計滿足特定條件的「篩選過的」正整數集大小的技巧，而這些條件一般都以同餘表示。這篩法由圖蘭·帕爾於1934年發展。

## 描述
在篩法的術語中，圖蘭篩法是一種「組合篩法」，也就是一種透過小心應用容斥原理進行「篩選」的篩法。此種篩法可給出「篩選過的」的集合大小的上界。
設{\displaystyle A}為不大於{\displaystyle x}的正整數的集合，並假定{\displaystyle P}為質數的集合，然後設{\displaystyle A_{p}}是{\displaystyle A}中可為{\displaystyle P}中的質數{\displaystyle p}整除的數組成的集合；此外，可設{\displaystyle d}為{\displaystyle P}中的不同質數的乘積，在這種狀況下，可相應地定義{\displaystyle A_{d}}為{\displaystyle A}中可被{\displaystyle d}整除的數的集合，並定義{\displaystyle A_{1}}為{\displaystyle A}本身。
設{\displaystyle z}為任意實數，而{\displaystyle P(z)}為{\displaystyle P}中不大於{\displaystyle z}的質數的乘積，那這篩法的目標就是估計下式：
{\displaystyle S(A,P,z)=\left\vert A\setminus \bigcup _{p\mid P(z)}A_{p}\right\vert .}
我們可以假定說在{\displaystyle d}為質數{\displaystyle p}的狀況下，{\displaystyle \left|A_{d}\right|}可由下式估計：
{\displaystyle \left\vert A_{p}\right\vert ={\frac {1}{f(p)}}X+R_{p}}
而在{\displaystyle d}為相異質數{\displaystyle p}與{\displaystyle q}的乘積狀況下，{\displaystyle \left|A_{d}\right|}可由下式估計：
{\displaystyle \left\vert A_{pq}\right\vert ={\frac {1}{f(p)f(q)}}X+R_{p,q}}
其中{\displaystyle X}是{\displaystyle A}的元素個數，而{\displaystyle f}則是一個使得{\displaystyle 0\leq f(d)\leq 1}的函數。
設{\displaystyle U(z)=\sum _{p\mid P(z)}f(p).}，可得下式：
{\displaystyle S(A,P,z)\leq {\frac {X}{U(z)}}+{\frac {2}{U(z)}}\sum _{p\mid P(z)}\left\vert R_{p}\right\vert +{\frac {1}{U(z)^{2}}}\sum _{p,q\mid P(z)}\left\vert R_{p,q}\right\vert .}

## 應用
- 哈代—拉馬努金定理─一個正整數{\displaystyle n}其相異的質因數個數{\displaystyle \omega (n)}的正常階（英语：normal order of an arithmetic function）為{\displaystyle \log {\log {(n)}}}。
- 在高度的階之下，幾乎所有的整係數多項式都是不可約多項式。